# 페데리코 우발도 델라 로베레
페데리코 우발도 델라 로베레(이탈리아어: Federico Ubaldo della Rovere, 1605년 5월 16일 - 1623년 6월 28일)는 우르비노 공작이자 비토리아 델라 로베레의 아버지이다.

## 생애
페데리코 우발도는 프란체스코 마리아 2세 델라 로베레의 장자이자 계승자로 태어났다. 그의 부모 사이는 친척 관계였다.
그의 아버지인 프란체스코 마리아 2세는 우르비노 공작 후계자를 두고 근심이 많았다. 그의 첫째 부인이 자식이 없이 1598년에 사망했기 때문이였다. 교황으로부터 재혼 허가를 받은 후, 가문의 단절을 막기위해 1599년 친척인 리비아 델라 로베레와 재혼한다. 페데리코 우발도는 이 두 번째 결혼에서 태어났다. 그리고 16세 나이인 1621년 5월 14일 우르비노 공작직을 물려받는다.
후계자를 얻기 위해, 그는 토스카나 대공 페르디난도 1세 데 메디치와 로렌의 크리스티나의 딸인 클라우디아 데 메디치와 1621년에 혼인한다. 다음 해에 그들 사이에서 비토리아 델라 로베레가 태어난다 페데리코 우발도는 딸이 태어난지 1년뒤에 사망하고 만다. 그의 사인은 독살이 유력하나, 뇌전증으로 사망했다는 부검 기록 역시 존재한다. 장례식은 다음 일요일인 7월 2일에 열렸고, 모든 성직자들이 동원되었다. 신심회와 고위 귀족 125명이 상복과 함께 손에 횃불을 들었고, 장례 절차가 우르비노 시 사람들 전체 앞에서 이루어졌다. 그의 아버지는 권좌를 다시 잡았지만 포기하고 만다. 그는 자신의 모든 재산을 교황령에게 유증할 수 밖에 없었다. 클라우디아 데 메디치는 오스트리아 대공 레오폴드 5세와 재혼하였고 그의 딸 비토리아는 1633년에 토스카나 대공과 혼인하였지만 그녀의 혈통은 1737년에 끊기고 만다.